# Otopharynx heterodon
Otopharynx heterodon là một loài cá thuộc họ Cichlidae. C. heterodon trưởng thành dài 12,8 cm.
Nó sinh sống ở Malawi, Mozambique, và Tanzania. Môi trường sống tự nhiên của chúng là hồ nước ngọt.